# أندريه ميرلين
أندريه ميرلين (بالفرنسية: André Merlin)‏ هو لاعب كرة مضرب فرنسي، ولد في 15 نوفمبر 1911 في برازافيل في جمهورية الكونغو، وتوفي في 5 سبتمبر 1960 في باريس في فرنسا.

## وصلات خارجية
- أندريه ميرلين على موقع رابطة محترفي التنس (الإنجليزية)
- أندريه ميرلين على موقع الاتحاد الدولي لكرة المضرب (الإنجليزية)
- أندريه ميرلين على موقع كأس ديفيز (الإنجليزية)
- أندريه ميرلين على موقع خلاصة التنس.كوم (الإنجليزية)